# Ekkentropelma
Ekkentropelma is een geslacht van zeekomkommers uit de familie Psolidae.

## Soorten
- Ekkentropelma brychia Pawson, 1971
- Ekkentropelma groovia Thandar, 2006